# Huron, Ohio
Huron là một thành phố thuộc quận Erie, tiểu bang Ohio, Hoa Kỳ. Năm 2010, dân số của thành phố này là 7149 người.

## Dân số
- Dân số năm 2000: 7958 người.
- Dân số năm 2010: 7149 người.